# Rhinocricus carpapatae
Rhinocricus carpapatae är en mångfotingart som beskrevs av Chamberlin 1955. Rhinocricus carpapatae ingår i släktet Rhinocricus och familjen Rhinocricidae. Inga underarter finns listade i Catalogue of Life.